# Malcolm Chisholm (Politiker)

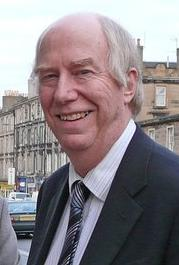
Malcolm Chisholm

Malcolm Chisholm (* 7. März 1949 in Edinburgh) ist ein schottischer Politiker und Mitglied der Labour Party. Bei den Britischen Unterhauswahlen 1992 errang Chisholm das Direktmandat des Wahlkreises Edinburgh Leith und zog erstmals in ein Parlament ein. Den zwischenzeitlich neu zugeschnittenen und in Edinburgh North and Leith umbenannten Wahlkreis verteidigte er bei den Unterhauswahlen 1997. Bei den Schottischen Parlamentswahlen 1999 zog Chisholm als Direktkandidat der Scottish Labour Party für den Wahlkreis Edinburgh North and Leith in das Schottische Parlament ein. Bei den folgenden Wahlen in den Jahren 2003, 2007 und 2011 verteidigte Chisholm sein Mandat erfolgreich.

## Leben
Chisholm besuchte das George Watson’s College und die Universität Edinburgh. Anschließend arbeitete er als Englischlehrer.
Zwischen 2000 und 2001 bekleidete Chisholm den Posten des Staatssekretärs für Gesundheit und Fürsorge und zwischen 2001 und 2004 den Posten als Minister desselben Ressorts. In den Jahren von 2004 bis 2006 fungierte Chisholm als Minister for Communities, trat jedoch im Winter 2006 zurück.
Malcolm Chisholm ist verheiratet und Vater zweier Söhne und einer Tochter.